# Urjupinskij rajon
L'Urjupinskij rajon (in russo Урюпинский район?) è un rajon dell'oblast' di Volgograd, in Russia, il cui capoluogo è Urjupinsk. Istituito nel 1928, ricopre una superficie di 3.460 chilometri quadrati e nel 2021 ospitava una popolazione di circa 24.300 abitanti.